# Schmerzhafte Mutter von Telgte

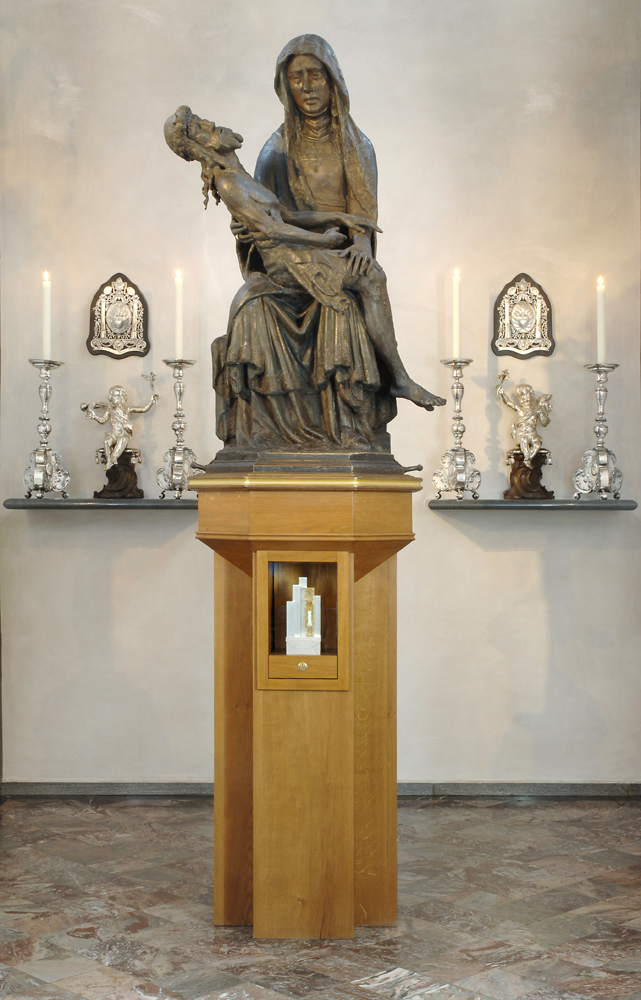
Die Schmerzhafte Mutter von Telgte, darunter das Galen-Reliquiar

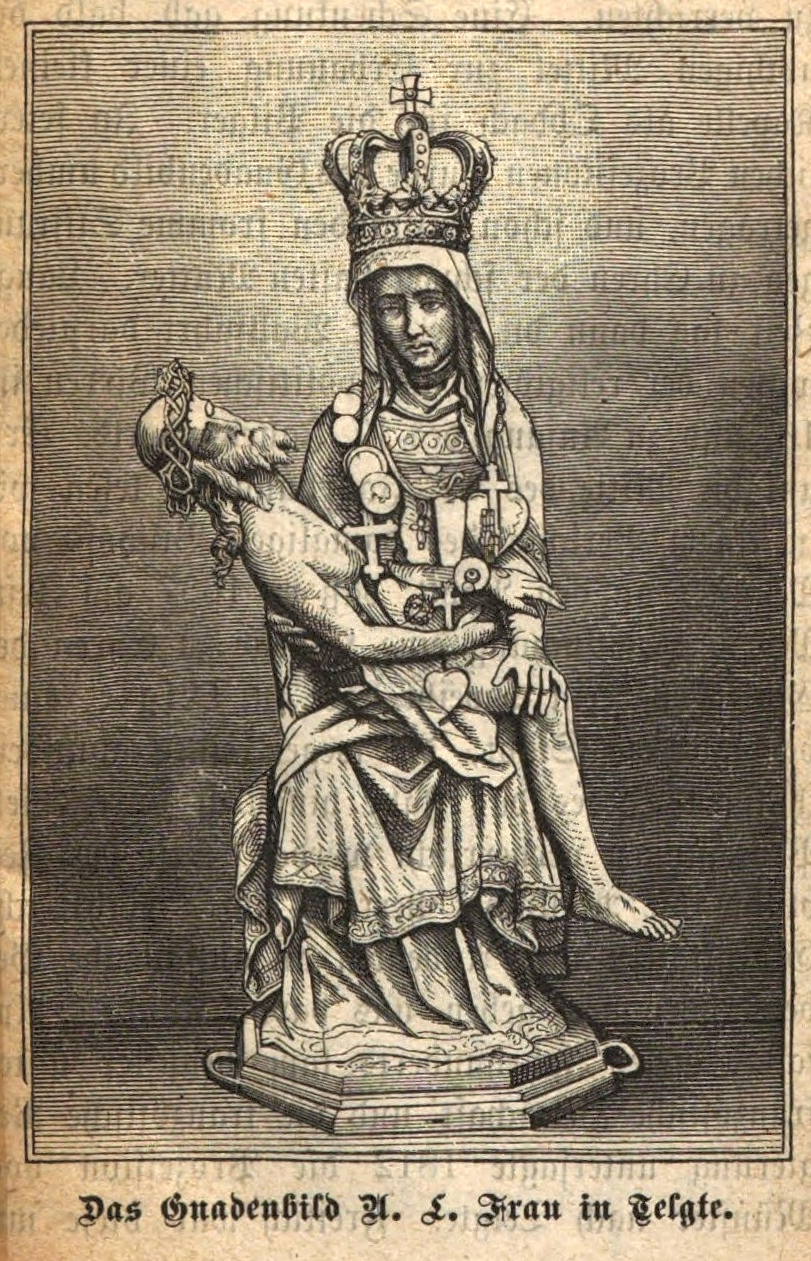
Unsere Liebe Frau in Telgte als bereits gekröntes Gnadenbild mit angehängten Votivgaben (Wallfahrts-Bild 1878, Holzschnitt)

Die Schmerzhafte Mutter von Telgte ist das Gnadenbild in Telgte, einem Wallfahrtsort im Bistum Münster. Das Gnadenbild ist eine Pietà, die das Motiv der schmerzhaften Mutter Maria, Mater Dolorosa, darstellt.

## Geschichte
Der Sage nach soll es aus der Marienlinde geschnitzt sein, aber neuere Untersuchungen haben ergeben, dass das Bild etwa 1370 aus Pappelholz geschnitzt wurde. Außerdem ist die Statue nicht aus einem Stück, sondern aus mehreren Holzblöcken geschaffen worden. Möglich wäre es, dass ein wohlhabender Kaufmann aus Telgte damit das Grab seiner Eltern geschmückt hat. 1466 ist belegt, dass ein Dach vor dem Bild gebaut wurde. Unter Fürstbischof Christoph Bernhard von Galen wurde Telgte zum Wallfahrtsort und das Bild zum Gnadenbild erhoben. 1651 fand die erste Telgter Wallfahrt statt und am 1. Juni 1654 wurde der Grundstein zur Wallfahrtskapelle gelegt. 1701 nahmen die Wallfahrten beträchtlich zu, als Friedrich Christian von Plettenberg Telgte den Vorzug vor einer Kevelaer-Wallfahrt gab. 
Am 3. Juli 1904 wurde das Gnadenbild im Auftrag Papst Pius’ X. durch Kardinal Anton Fischer gekrönt. In den 50er Jahren des letzten Jahrhunderts wurde die Krone über dem Gnadenbild positioniert. Genau einhundert Jahre später, am 3. Juli 2004, wurde die Krönung durch den Kurienkardinal Gilberto Agustoni und Bischof Reinhard Lettmann erneuert.
Clemens August Graf von Galen besuchte das Gnadenbild in Telgte des Öfteren. An seine Wallfahrten erinnert noch heute eine Plakette an der Propsteikirche St. Clemens, die sich in direkter Nachbarschaft der Gnadenkapelle befindet. In die hölzerne Stele des Gnadenbildes ist ein Reliquiar des Bischofs von Galen eingelassen.

### Beziehung zu anderen Wallfahrtsorten
Das Telgter Gnadenbild spielte eine zentrale Rolle bei den Marienerscheinungen von Mettenbuch. Nach Aussage der Kinder, denen Maria dort erschienen sein soll, habe die Muttergottes wiederholt befohlen, ein Bild zu ihrer Verehrung an einem dazu bezeichneten Birnbaum aufzuhängen. Auf Nachfrage, welches Bild sie denn wünsche, habe sie auf ein im Besitz einer Verwandten der Kinder befindliches „Wallfahrts-Bild von Telgte“ verwiesen, von dem dann eine Kopie an besagtem Birnbaum angebracht wurde.